# Aprendo en casa (programa de radio)
Aprendo en casa es un programa de radio educativo impuesto por Ministerio de Educación del Perú para continuar con las clases escolares durante el estado de emergencia causado por la COVID-19. Es emitido por Radio Nacional y distribuido por emisoras locales a nivel nacional. A diferencia que el programa de televisión, éste es presentado por profesores y se emiten todas las áreas (en excepción de educación física), además de brindar sesiones para educación intercultural bilingüe (EIB), programa de intervención temprana (PRITE), educación básica especial (CEBE), orientaciones para familias con niños y niñas con NEE y educación básica alternativa (EBA).
Los podcast también se pueden escuchar desde la plataforma web de RPP.

## Idiomas traducidos en intercultural bilingüe
El Ministerio de Educación pone a su disposición que los ayudarán a cumplir con su función educativa en otras idiomas por ejemplo:
- Aimara
- Asháninca
- Awajún
- Quechua central
- Quechua chanka
- Quechua collao
- Shawi
- Shipibo
- Yanesha

## Horarios
| Nivel                                                 | Nivel                                                 | Grado                                                 | Radio Nacional                               | Otras radios (en lenguas originarias) | Otras radios (en lenguas originarias) |
| ----------------------------------------------------- | ----------------------------------------------------- | ----------------------------------------------------- | -------------------------------------------- | ------------------------------------- | ------------------------------------- |
| Inicial                                               | Inicial                                               | 3, 4 y 5                                              | Lunes a viernes 11:00 a.m.                   | (EIB)                                 | Lunes, miércoles y viernes 4:30 p.m.  |
| Primaria                                              | Primaria                                              | 1.° y 2.°                                             | Lunes, miércoles a viernes 3:30 p.m.         | (EIB)                                 | Lunes, miércoles y viernes 3:00 p.m.  |
| Primaria                                              | Primaria                                              | 3.° y 4.°                                             | Lunes, miércoles a viernes 4:00 p.m.         | (EIB)                                 | Lunes, miércoles y viernes 3:30 p.m.  |
| Primaria                                              | Primaria                                              | 5.° y 6.°                                             | Lunes, miércoles a viernes 4:30 p.m.         | (EIB)                                 | Lunes, miércoles y viernes 4:00 p.m.  |
| Secundaria                                            | Secundaria                                            | 1.° y 2.°                                             | Lunes a viernes 8:30 a.m, viernes 10:00 a.m. |                                       |                                       |
| Secundaria                                            | Secundaria                                            | 3.° y 4.°                                             | Lunes a viernes 9:00 a.m, viernes 10:30 a.m. |                                       |                                       |
| Secundaria                                            | Secundaria                                            | 5.°                                                   | Lunes a viernes 9:30 a.m.                    |                                       |                                       |
| Leemos juntos                                         | Inicial                                               | Inicial                                               | Lunes 11:15 a.m.                             |                                       |                                       |
| Leemos juntos                                         | Primaria                                              | Primaria                                              | Martes y miércoles 11:15 a.m.                |                                       |                                       |
| Leemos juntos                                         | Secundaria                                            | Secundaria                                            | Jueves y viernes 11:15 a.m.                  |                                       |                                       |
| PRITE                                                 | PRITE                                                 | 0 a 2 años                                            | Lunes y miércoles 10:00 a.m.                 |                                       |                                       |
| CEBE                                                  | Inicial                                               | 3, 4 y 5 años                                         | Lunes 10:30 a.m.                             |                                       |                                       |
| CEBE                                                  | Primaria                                              | 1.° y 2.°                                             | Lunes 10:30 a.m.                             |                                       |                                       |
| CEBE                                                  | Primaria                                              | 3.° y 4.°, 5.° y 6.°                                  | Miércoles 10:30 a.m.                         |                                       |                                       |
| Orientaciones para familias con niños y niñas con NEE | Orientaciones para familias con niños y niñas con NEE | Orientaciones para familias con niños y niñas con NEE | Lunes y viernes 6:00 p.m.                    |                                       |                                       |
| EBA                                                   | Ciclo inicial                                         | 1.° grado                                             | Lunes a viernes 5:00 p.m.                    |                                       |                                       |
| EBA                                                   | Ciclo inicial                                         | 2.° grado                                             | Lunes a viernes 5:30 p.m                     |                                       |                                       |
| EBA                                                   | Ciclo intermedio                                      | 3.° grado                                             | Martes a jueves 6:00 p.m.                    |                                       |                                       |